# William Percival Crozier
William Percival Crozier (ur. 1 sierpnia 1879 w Stanhope, zm. 16 kwietnia 1944 w Manchesterze) – brytyjski dziennikarz, od 1932 roku redaktor naczelny Manchester Guardian. Został nim po śmierci Teda Scotta, który zginął w wypadku żeglarskim. Sprawował tę funkcję do swojej śmierci w 1944 roku.

## Życiorys
Crozier urodził się w Stanhope w hrabstwie Durham 1 sierpnia 1879 roku jako najmłodszy syn księdza Richarda Croziera, pastora metodystów i jego żony, Elizabeth Hallimond. Uczył się w Manchester Grammar School i Trinity College w Oksfordzie, gdzie kształcił się w sztuce greckiej (1900).
Po opuszczeniu Oksfordu spędził rok jako nauczyciel w Knaresborough, po czym dołączył do The Times, a w 1903 roku do Manchester Guardian. Dzięki swojej krytycznej analizie sprawy dotyczącej reformy taryfowej wywarł wrażenie na redaktorze naczelnym, C. P. Scocie, który, rozpoznając potencjał Croziera, uczynił go swoją prawą ręką w gazecie, odpowiedzialną za zbieranie wiadomości. W 1912 roku Crozier został redaktorem prasowym, a w 1918 roku krytykiem wojskowym. Później pełnił także funkcję redaktora zagranicznego. Pod władzą Scotta, Crozier zreorganizował zagraniczne służby informacyjne gazety, zwiększył wykorzystanie zdjęć i map oraz wprowadził w 1929 roku codzienną krzyżówkę.
Crozier zmarł w swoim domu Manchesterze 16 kwietnia 1944, w wieku 64 lat.

## Powieści
- 1928: Letters of Pontius Pilate: Written During His Governorship of Judea to His Friend Seneca in Rome
- 1945: The Fates are Laughing (opublikowane pośmiertnie)[5]